# Castillon (Arthez-de-Béarn kanton)
Castillon település Franciaországban, Pyrénées-Atlantiques megyében, Arthez-de-Béarn kantonban. Lakosainak száma 336 fő (2022. január 1.). Castillon Arthez-de-Béarn, Doazon, Pomps és Lacq községekkel határos. Helyi nemhivatalos neve Castillon-d’Arthez. 

## Népesség
A település népességének változása:
| Lakosok száma | 291  | 299  | 311  | 315  | 323  | 330  | 335  | 339  | 336  |
|               | 2013 | 2015 | 2016 | 2017 | 2018 | 2019 | 2020 | 2021 | 2022 |